# Columbus Open 1978
Il Columbus Open 1978 è stato un torneo di tennis giocato sulla terra verde. È stata l'8ª edizione del Columbus Open, che fa parte del Colgate-Palmolive Grand Prix 1978. Si è giocato a Columbus negli USA, dal 7 al 13 agosto 1978.

## Campioni

### Singolare
Arthur Ashe ha battuto in finale  Robert Lutz con il punteggio di 7–6, 6–2

### Doppio
Colin Dibley /  Bob Giltinan hanno battuto in finale  Marcelo Lara /  Eliot Teltscher con il punteggio di 6–2, 6–3